# Lac de Vaivre
Het Lac de Vaivre is een in 1973 kunstmatig meer in de Franse gemeente Vaivre-et-Montoille (departement Haute-Saône, regio Bourgogne-Franche-Comté), even ten westen van Vesoul. Het meer heeft een oppervlakte van 93 ha. Aan het meer bevinden zich een camping, strandje, waterpark en wandelpaden langs een beschermd vogelreservaat.